# LBV-Zentrum Mensch und Natur

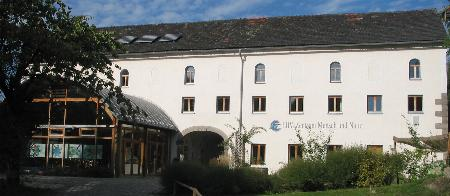
LBV-Zentrum Mensch und Natur in Arnschwang

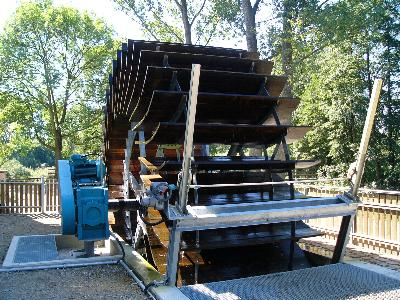
Zuppinger-Wasserrad

Das LBV-Zentrum Mensch und Natur ist eine vom Bayerischen Umweltministerium anerkannte Umweltstation.
Die Umweltstation hat ihren Sitz in Nößwartling in der Gemeinde Arnschwang im Landkreis Cham. Das Zentrum wird von der Kreisgruppe Cham des Landesbund für Vogelschutz betrieben, der bayern-weit um die 70.000 Mitglieder hat. Geschäftsstellenleiter ist Markus Schmidberger. Das Zentrum dient als Anlaufstelle für praktischen und wissenschaftlichen Naturschutz und der Umweltbildung. Außerdem hat es auch einen länderübergreifenden Charakter: Das Zentrum führt regelmäßig Veranstaltungen mit tschechischen Naturschützern durch.
Die Universität Regensburg, das Wasserwirtschaftsamt Regensburg, die Lehrerfortbildung in Dillingen und die Bayerische Naturschutzakademie Laufen sind Partner des Zentrums. Aber auch Feriengästen und Besuchern wird ein Programm geboten. 
Besonderen Wert legt das Zentrum auf regenerative Energiequellen. Die Umweltstation gewinnt ihre Energie ausschließlich aus nachwachsenden und regenerativen Quellen, wie Holz, Wasser und Sonne. Fossile Energieträger kommen nicht zum Einsatz. Hauptenergiequelle ist ein unterschlächtiges Zuppinger-Wasserrad mit einem Durchmesser von 6,50 m und einer Leistung von bis zu 30 Kilowatt. Die gewonnene Energie wird zuerst in das hauseigene Stromnetz eingespeist. Der Energieüberschuss wird an das öffentliche Stromnetz abgegeben.

## Weblink
- cham.lbv.de Offizielle Website

Koordinaten: 49° 15′ 46,6″ N, 12° 48′ 20,4″ O